# Francisco João

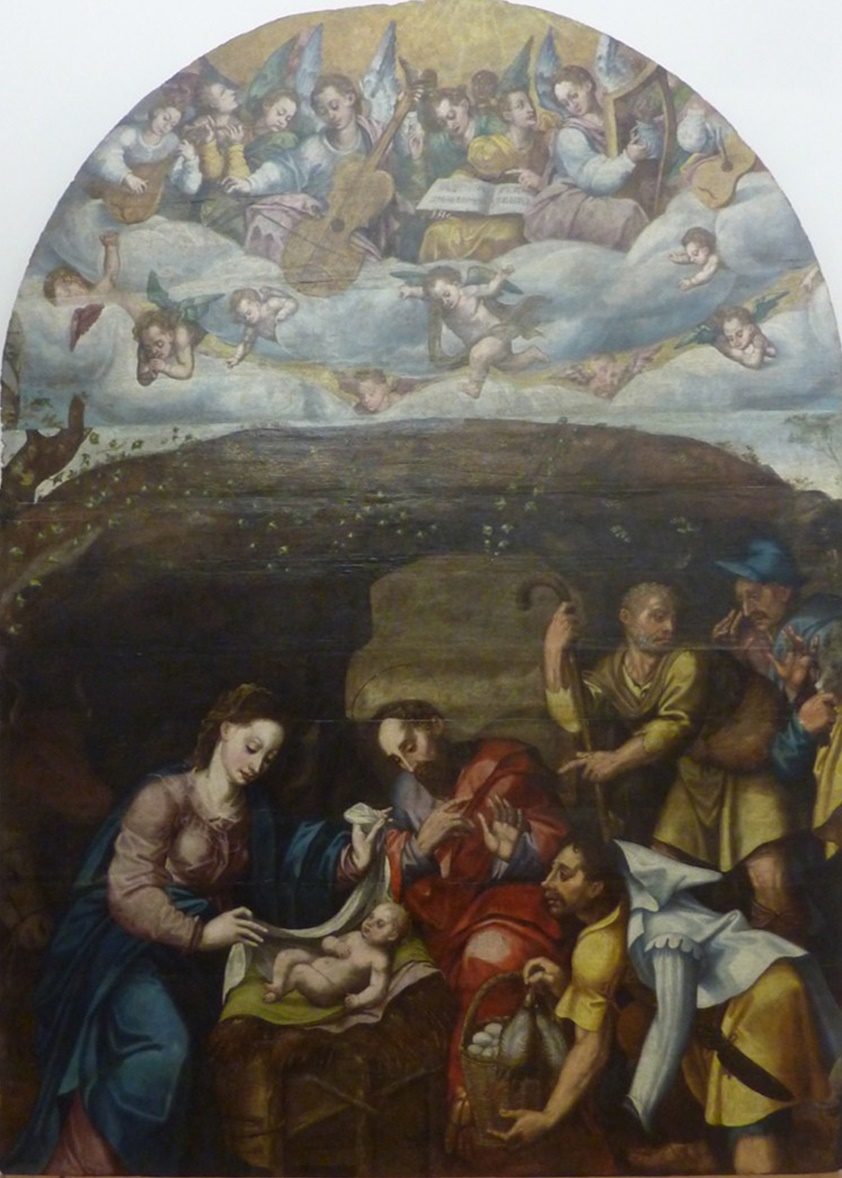
La adoración de los pastores con ángeles músicos, óleo sobre tabla, 299 x 235 cm, Évora, Museu de Évora.

Francisco João (1563-1595) fue un pintor manierista portugués.

## Biografía y obra
Asentado en Évora, en la freguesia de Santo Antão, donde contaba con propiedades y esclavos (en 1588 llevó a bautizar a un esclavo llamado Pedro), se le encuentra documentado por primeras vez, ya como pintor, en 1563, cuando ingresó como hermano en la Mesa da santa Casa da Misericordia de Évora, ignorándose todo lo relativo a sus primeros años y formación. En 1570 fue nombrado pintor de la Inquisición de Évora, cargo en el que hubo de ocuparse de las decoraciones festivas para las celebraciones de los autos de fe. Fue enterrado el 14 de enero de 1595 en la sepultura de los hermanos del Hospital do Espirito Santo. Estaba casado con Catarina Coelho, que le sobrevivió tres años.
Junto a algunas obras perdidas, se documentan a su nombre la pintura de una Profesión de santa Clara para el retablo mayor de la iglesia del convento de Santa Clara de Évora, ahora en el museo catedralicio, contratada en 1592 y en la que trabajó tres meses, y tres historias de la Leyenda de la cruz procedentes del antiguo retablo mayor de la iglesia del convento de Santa Helena do Monte Calvario, por las que todavía cobró alguna cantidad en 1594, aunque pudieron ser pintadas algunos años atrás.
Por su proximidad a estas obras se le han atribuido, entre otras, las seis tablas de la Pasión de la desaparecida iglesia de Nuestra Señora de Gracia, el retablo de la iglesia parroquial de São Miguel de Machede, la Adoración de los pastores del convento de São Bento de Cástris, ahora en el Museo de Évora, y dos tablas del desmantelado retablo de la iglesia de Santa María con la Adoración de los magos y una Degollación del Bautista.
En su pintura, junto a algunas influencias iconográficas flamencas e italianizantes recibidas a través de estampas, se ha observado primordialmente la influencia de Luis de Morales, a quien pudo conocer en torno a 1565 cuando el pintor extremeño, contratado por los dominicos de Évora para la pintura de su retablo mayor, fijó su residencia en la capital del Algarve. A la influencia de Morales debe las distorsiones espaciales, la carga dramática con que aborda los temas pasionales y el gusto por los colores ácidos como se encuentra en las tablas con temas de la Pasión de Cristo del antiguo retablo de Nuestra Señora de Gracia de Évora, ahora en la iglesia de San Francisco, pintadas hacia 1575, pero también en obras más tardías, como la Anunciación del retablo de São Miguel de Machede.